# Labyrinthes (album)
Pour les articles homonymes, voir Labyrinthe (homonymie).
Albums de Malajube
Trompe-l'œil
Labyrinthes est le troisième album du groupe de rock indépendant québécois Malajube, sorti le 10 février 2009 sur le label Dare To Care Records. Il s'agit de leur premier album studio depuis leur percée commerciale en 2006 avec l'album Trompe-l'œil,.

## Pistes de l'album
| 1.    | Ursuline         | 6:46 |
| 2.    | Porté disparu    | 3:55 |
| 3.    | Luna             | 2:34 |
| 4.    | Casablanca       | 3:40 |
| 5.    | 333              | 5:00 |
| 6.    | Les collemboles  | 4:12 |
| 7.    | Hérésie          | 1:41 |
| 8.    | Dragon de glace  | 3:32 |
| 9.    | Le tout-puissant | 3:42 |
| 10.   | Christobald      | 3:42 |
| 38:37 |                  |      |